# Stanislaus Stückgold
Stanislaus Stückgold (også Stanisław, Stanislas, født 18. maj 1868 i Warszawa, Det Russiske Kejserrige; død 9. januar 1933 i Paris) var en polskfødt maler der også virkede i Tyskland og Frankrig.
Stückgold begyndte først at male da han var sidst i 30'erne; inden da havde han arbejdet som kemiker og været engageret i Polens frigørelseskamp fra Rusland.
Han studerede først skulptur i Warszawa og fra 1907 maleri i München hos Simon Hollósy og ved dennes malerkoloni i Nagybánya i Ungarn. Stückgold flyttede 1908 til Paris og blev elev af Henri Matisse, mødte Henri Rousseau og udstillede 1909 for første gang på Salon des Indépendants.
1913-23 boede Stückgold igen i München, hvor han drev sin egen malerskole. Den russiske maler Marianne von Werefkin sørgede for, at han fik en udstilling på Hans Goltz' galleri, og gennem Herwarth Walden var han involveret i den første tyske efterårssalon i Berlin, hvor han blev bemærket af de ekspressionistiske tyske malere August Macke og Franz Marc.
| - Portrætter - Selvportræt, uklar datering - Elisabeth og Felicitas, hustru og datter, o. 1910 - Else Lasker-Schüler, ca. 1910 - Kvindeportræt, 1912 - Albert Steffen, 1916 schweizisk forfatter - Albert Einstein, o. 1930 - Mand med violin, før 1933 |

| - Andre motiver - Blomster, før 1933 - Vase med forårsbuket uden år - Nagybányas skyline ca. 1900 - Stilleben med kande ca. 1908 - Stilleben i rosa, 1908 - Den reformerte kirke i Nagybánya, 1908 - Krysantemum og frugter, 1910 - Sommer i Ungarn, ca. 1910 - "Memento mori" ca. 1910 - Fyrreskov i vinterdragt, 1910 Winterlicher Tannenwald |